# Camillo Nessi
Camillo Nessi (Bergamo, 1899 – 1942) è stato uno scrittore italiano.

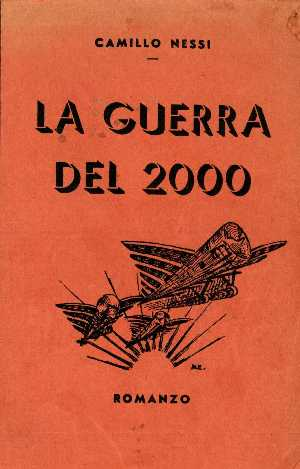
La guerra del 2000 di Camillo Nessi, S. A. Conti, Stab. Tip. Bergamo, 1935

Bergamasco, fu uno degli autori novecenteschi della fantascienza italiana tra le due guerre con il suo romanzo La guerra del 2000 (1935).
In questo romanzo appartenente al filone fantapolitico della "guerra futura" una potente e prestigiosa famiglia statunitense impegnata in campo industriale e scientifico è coinvolta in un conflitto mondiale tra estremo Oriente, alleato con il medio Oriente contro le nazioni occidentali (tema del cosiddetto "pericolo giallo"), conflitto combattuto primariamente con armi batteriologiche.
Fu autore di libri per ragazzi, oltre che di un trattato sulle erbe medicinali nella medicina popolare e di versi musicati dal fratello Aldo, maestro di musica.

## Opere
(parziale)

### Romanzi
- Yowa (i dormienti), Bergamo,  S. A. Conti stab. tip., 1934
- La guerra del 2000, Bergamo, S. A. Conti, Stab. Tip., 1935

### Altro
- Favole che si scrivono quando si ha fame per leggere dopo pranzo, Bergamo, Soc. Edit. S. Alessandro, 1928
- Il viandante - Letture amene per chi sa leggere, Bergamo, Tip. Pio Bani, 1930
- Piante medicinali - Brevi nozioni di medicina popolare. In appendice: Le piante utili per la toelette e per i vari usi domestici, Bergamo, Soc. An. Industrie Poligrafiche Nava, 1932
- Fiabe, Bergamo, S. Alessandro, 1933
- Raccontini, Bergamo, Bolis, 1934
- Sempreallegro, prestofatto e senzacoda - Storielle per tutti, Bergamo, Tip. Conti, 1937
- Raffiche e schiarite, con illustrazioni di Valerio Dolci, Bergamo, Tip. F.lli Carrara, 1941